# Kurt-Heinz Stolze
Kurt-Heinz Stolze (* 26. Januar 1926 in Hamburg; † 12. August 1970 in München) war ein deutscher Komponist, Pianist, Cembalist und Dirigent.

## Leben
Nach dem Abitur belegte Kurt-Heinz Stolze von 1942 bis 1947 an der Musikhochschule seiner Heimatstadt die Fächer Klavier und Orgel sowie Dirigieren. Bei letzterem war Wilhelm Brückner-Rüggeberg sein Lehrer. Nachdem er sein Studium beendet hatte, versuchte er das Erlernte in verschiedenen musikalischen Sparten anzuwenden, vor allem in Hamburg. Sein erstes festes Engagement erhielt er 1956, als ihn die Königliche Oper in Kopenhagen für ein Jahr als Kapellmeister und Korrepetitor verpflichtete.
1957 führte Stolzes beruflicher Weg nach Stuttgart zu den Württembergischen Staatstheatern. Zunächst arbeitete er als Korrepetitor für Opern und Ballette. Daneben begleitete er Fritz Wunderlich im Konzertsaal und im Aufnahmestudio beim Liederzyklus Die schöne Müllerin von Franz Schubert. Am Staatstheater seines neuen Wirkungsortes lernte er bald John Cranko kennen und freundete sich mit ihm an. Diese Bekanntschaft wurde richtungsweisend für seine weitere Karriere. Von nun an dirigierte er bei zahlreichen Ballettaufführungen das Staatsorchester, beispielsweise bei Schwanensee. Antonio Vivaldis Konzertzyklus L’Estro Armonico, im Original für Violinen und Streichorchester geschrieben, richtete er musikalisch für die Ballettbühne ein. Außerdem erarbeitete er eine Fassung für Crankos Ballett Onegin, indem er aus dem reichen Werk Tschaikowskis nach passenden Stellen suchte, die aber nichts mit Tschaikowskis Oper Eugen Onegin zu tun haben durften. Dabei formte er viele Kompositionen, die der Meister ausschließlich für Klavier geschrieben hatte, zu Orchestersätzen um. Ähnlich verfuhr er, als er 1969 aus Vorlagen von Domenico Scarlatti die Orchestermusik zum Ballett Der Widerspenstigen Zähmung zusammenstellte. Auch Rundfunk und Film profitierten von seiner Arbeit.
1968 ging Stolze als Solocembalist mit dem Württembergischen Kammerorchester Heilbronn und dessen Dirigenten Jörg Faerber auf eine Gastspielreise nach London, wo die Musiker in der Queen Elizabeth Hall ein Konzert gaben.
Am 12. August 1970 schied Kurt-Heinz Stolze im Alter von 44 Jahren in München freiwillig aus dem Leben.